# Tyrell Biggs
Tyrell Biggs (Philadelphia, 22 december 1960) is een voormalig Amerikaans bokser. Hij werd olympisch kampioen in de superzwaargewichtklasse op de Olympische Spelen van 1984. Ook won hij het wereldkampioenschap boksen in 1982. Nadat hij  zijn eerste 15 professionele partijen allemaal won, verloor hij zijn eerste partij in 1987 tegen Mike Tyson. Hij beëindigde zijn professionele carrière in 1998.

## Erelijst

### Olympische Spelen
- 1984 in Los Angeles, Verenigde Staten (+ 91 kg)

### Wereldkampioenschappen
- 1982 in München, West-Duitsland (+ 91 kg)

### Pan-Amerikaanse Spelen
- 1983 in Caracas, Venezuela (+ 91 kg)

1984: Tyrell Biggs ·
1988: Lennox Lewis ·
1992: Roberto Balado ·
1996: Volodymyr Klytsjko ·
2000: Audley Harrison ·
2004: Aleksandr Povetkin ·
2008: Roberto Cammarelle ·
2012: Anthony Joshua ·
2016: Tony Yoka ·
2020: Bahodir Jalolov ·
2024: Bahodir Jalolov